# Европейский маршрут E58
Е58 — европейский маршрут категории А, связывающий Австрию с Россией и проходящий через Словакию, Румынию, Молдавию (в том числе непризнанное Приднестровье) и Украину.
От Братиславы до Кошице трасса маршрута совпадает с трассой E 571.

## Маршрут
Протяжённость маршрута составляет около 2200 км:
- : Вена — австрийско-словацкая граница
- : австрийско-словацкая граница — Братислава — Зволен — Кошице — словацко-украинская граница
- : словацко-украинская граница — Ужгород — Мукачево — украинско-румынская граница
- : украинско-румынская граница — Бая-Маре — Деж — Бистрица — Сучава — Ботошани — Яссы — румыно-молдавская граница
- : румынско-молдавская граница — Кишинёв — приднестровско-молдавская граница
- : приднестровско-молдавская граница — Бендеры — Тирасполь — приднестровско-украинская граница
- : приднестровско-украинская граница — Кучурган — Одесса — Николаев — Херсон — Новая Каховка — Мелитополь — Бердянск — Мариуполь — российско-украинская граница
- : российско-украинская граница — Таганрог — Ростов-на-Дону